# Клівські пісковики
Клівські пісковики (горизонт) — місцевий літостратиграфічний підрозділ верхньоолігоценових відкладів складчастих Карпат і Передкарпатського прогину. Вперше виділені і описані швейцарськими геологами К. Паулем і Е. Тітце у 1876 р. в розрізі нижньоменілітової підсвіти біля с. Заріччя Івано-Франківської області.

## Назва
Назва походить від гори Кліва, на схилі якої знаходилосьстратотипове відслонення.

## Поширення
Бориславсько-Покутська зона Передкарпатського прогину і Скибова зона Карпатської складчастої системи.

## Стратотип
Північний схил г. Кліва, біля с. Заріччя. Зараз стратотип задернований.

## Літологія
Товща представлена світло-сірими (іноді з зеленкуватим відтінком) дрібно і різнозернистими, слабозцементованими часто бітумінозними пісковиками, які інколи перешаровуються з тонкими прошарками чорних і коричневих бітумінозних аргілітів. Зеленкуватий відтінок пісковики набувають через майже повсюдний вміст глауконіту. Місцями пісковики переходіть у гравеліти і дрібногалечні конгломерати (переважає галька ріфейських філітів південно-західної окраїни Східноєвропейської платформи). Потужність окремих прошарків досить мінлива (від 0,2-1,5 м до 3-4 м). Потужність всієї товщі також змінюється від 10 до 150 м. На північний схід від с. Устшики Дольне (Польща) клівські пісковики мають потужність до 400 м.
Положення пісковиків у розрізі нижньоменілітової підсвіти не є сталим. Вони звичайно простежуються в нижній її частині, хоча в деяких розрізах опускаються майже впритул до нижнього роговикового горизонту. Опорні розрізи знаходяться в долинах річок Рибниці (с. Річка), Прута (с. Кремінці), Бистриці Надвірнянської (с. Пасічна) і Чечви (с. Спас).

## Палеонтологічнірештки
з відслонень розрізу цих пісковиків по р. Чечві встановлено комплекс форамініфер верхньоолігоценового віку:
- Bolivina danvillensis Howe et Wall.
- Turrilina sp.
- Globotruncana linneiana (d’Orb.)
- Gumbelina sp.
- Siphonina ex gr. danvillensis Howe et Wall.
- Globigerina triloculinoides Plummer
- Globigerina ex gr. Dubia (Egger)
- Cibicides pygmeus (Hantk.) var.
- Cassidulina globosa Hantk.
- Grammostomum danvillensis Howe et Wall.

Визначення абсолютного віку глауконіту з клівських пісковиків (взірці з відслонення в районі с. Пасічна) дає результат 40 млн. р. тому (середній еоцен). Така розбіжність між даними методів абсолютної геохронології і біостратиграфії пояснюється як великою похибкою калій-аргонового методу датування осадових порід, так і можливою втратою радіогенного аргону кристалічною градкою глауконіту в ході діагенетично-катагенетичних перетворень порід.

## Генезис
Ян Котлярчик припускає утворення клівських пісковиків за рахунок еолового вивітрювання. На думку інших дослідників, товща клівських пісковиків — це типові дельтові відклади палеорічок, які впадали в мілководне менілітове море.

## Нафтогазоносність
Горизонт клівських пісковиків був ідеальним кондуктором первинної міграції вуглеводнів з підстелюючих і перекриваючих бітумінозних глин менілітової світи. Про це свідчить наявність залишкових бітумів на контактах з бітумінозними аргілітами. 